# Stellenbosch (televisieserie)
Stellenbosch is een Nederlandse zevendelige dramaserie uit 2007 die zich afspeelt tegen de achtergrond van het Zuid-Afrika na de apartheid.
De reeks is ook op de Vlaamse televisie vertoond. Op 26 november 2007 verscheen Stellenbosch op dvd.
In april 2009 is Stellenbosch ook op SABC3 in Zuid-Afrika uitgezonden.
Scenarioschrijfster Jacqueline Epskamp heeft vanuit het script ook een boek Stellenbosch geschreven, waarin het verhaal - anders dan in de serie - verteld wordt vanuit drie generaties en ook meer ingaat op de achtergrond.

## Verhaal
Stellenbosch vertelt de geschiedenis van de Nederlandse familie Keppel, die zich in de jaren vijftig vestigde op het landgoed Arkadia om wijn te verbouwen, maar door de economische boycot gedwongen werd terug te keren naar Nederland. Alleen dochter Betty besloot te blijven om het familiebedrijf voort te zetten. Met de verkiezing van Nelson Mandela in 1994 keren de kansen voor haar ambitieuze broer Henk jr. om opnieuw een topwijn te produceren op Arkadia. De familiebanden komen nog meer op scherp te staan als een altijd verzwegen, noodlottige gebeurtenis uit het verleden langzaam maar zeker naar de oppervlakte komt.

## Rolbezetting
- Monic Hendrickx - Betty (Patel-)Keppel
- Jeroen Willems - Henk Keppel jr.
- Eric Schneider - Henk Keppel
- Anne Wil Blankers - Anneke Keppel
- Medi Broekman - Marie Keppel
- Jan Decleir - Bernard Castel
- Frieda Pittoors - Simone Castel
- Moshidi Motshegwa - Shelley Hulsman-Yona
- Maurice Carpede - Daniel David Verwey
- Rajesh Gopie - Kishore Patel
- Sanne den Hartogh - Vincent
- Els Dottermans -

## Afleveringen
|  | # | Titel                                    | Uitzenddatum NL  | Kijkcijfers NL | Uitzenddatum VL  | Kijkcijfers VL |
|  | - | ---------------------------------------- | ---------------- | -------------- | ---------------- | -------------- |
|  | 1 | Het jaar van Mandela                     | 4 november 2007  | 1.054.000      | 26 januari 2008  | 657.928        |
|  | 2 | De verloren zoon                         | 11 november 2007 | 761.000        | 2 februari 2008  |                |
|  | 3 | Rafels                                   | 18 november 2007 | 691.000        | 9 februari 2008  | 598.868        |
|  | 4 | Weerzien                                 | 25 november 2007 | 683.000        | 16 februari 2008 |                |
|  | 5 | Compromissen                             | 2 december 2007  | 597.000        | 23 februari 2008 |                |
|  | 6 | De oogst                                 | 9 december 2007  | 678.000        | 1 maart 2008     |                |
|  | 7 | Arkadia                                  | 16 december 2007 | 609.000        | 8 maart 2008     |                |
|  | - | In de schaduw van Stellenbosch (special) | internet / dvd   | ---            |                  |                |